# شمشاد غربی
شمشاد غربی (نام علمی: Euonymus occidentalis) نام یک گونه از سرده گوشوارک است.